# Voivodat de Lubusz
Lubusz és un dels 16 voivodats en què és dividida administrativament Polònia des del 1998. Les principals ciutats són:
- Gorzów Wielkopolski (Landsberg) (125.000)
- Zielona Góra (Grünberg) (120.000)
- Nowa Sól (Neusalz an der Oder) (41.500)
- Żary (Sorau) (41.000)
- Żagań (Sagan) (26.500)
- Świebodzin (Schwiebus) (21.500)
- Kostrzyn nad Odrą (Küstrin) (20.000)
- Międzyrzecz (Meseritz) (19.500)
- Gubin (Guben) (18.500)
- Słubice (Frankfurt-Dammvorstadt) (18.000)
- Krosno Odrzańskie (Crossen an der Oder) (12.800)